# IC 3078
IC 3078 је спирална галаксија у сазвјежђу Дјевица која се налази на листи објеката дубоког неба у Индекс каталогу.
Деклинација објекта је + 12° 41' 16" а ректасцензија 12h 16m 0,0s. Привидна величина (магнитуда) објекта IC 3078 износи 14,5 а фотографска магнитуда 15,3. IC 3078 је још познат и под ознакама MCG 2-31-73, MK 764, CGCG 69-114, KUG 1213+129, VCC 174, NPM1G +12.0308, PGC 39263.